# Friedrich Karl Kasimir von Creutz
Friedrich Karl Kasimir von Creutz ou Friedrich Casimir Carl von Creuz, né le 24 novembre 1724 à Bad Homburg vor der Höhe et mort le 6 septembre 1770 dans la même ville, est un philosophe et un poète.

## Biographie
Friedrich Casimir Carl von Creuz est né le 24 novembre 1724 à Homburg.

## Publications
- (de) Oden und andere Gedichte, 1750 (lire en ligne)
- (de) Die Reliquien unter moralischer Quarantaine : mit drei Anhängen, Varrentrapp, 1767, 256 p. (lire en ligne)
- (de) Neue Politische Kleinigkeiten, Varrentrapp, 1767, 154 p. (lire en ligne)